# Jeonnong-dong
Jeonnong-dong (koreanska: 전농동) är en stadsdel i Sydkoreas huvudstad Seoul. Den ligger i den nordöstra delen av staden i stadsdistriktet Dongdaemun-gu.  I stadsdelen ligger Seouls universitet (UOS).

## Indelning
Administrativt är Jeonnong-dong indelat i:
| Namn    | Namn                | Yta i km² | Invånare 30 jun 2020 |
| ------- | ------------------- | --------- | -------------------- |
| 전농1동 | Jeonnong 1(il)-dong | 1,19      | 30 471               |
| 전농2동 | Jeonnong 2(i)-dong  | 0,86      | 19 405               |